# Кола (фільм, 2013)
«Кола» (серб. Кругови) — сербська драма 2013 року режисера Срджана Голубовича. Стрічку висували від Сербії на премію «Оскар» за найкращий фільм іноземною мовою на 86-й церемонії вручення премії «Оскар», але її не було номіновано. 

## Сюжет
Все почалося під час Боснійської війни. У сербського офіцера Тодора, який вважає себе місцевим князьком, і продавця-мусульманина Харіса сталася сварка. Тодор сильно побив Харіса. Конфлікт посилився, коли солдат Марко вирішив заступитися за продавця. Однак він був побитий до смерті його ж власними товаришами, по команді Тодора. Тоді, за принципом «війна все спише» ніхто і не замислювався про наслідки. 12 років по тому, коли війна залишилася позаду, з'ясовується, що той трагічний випадок кинув тінь на долі всіх, хто був у ньому замішаний. І тепер, кожному з них доведеться протистояти минулому, пройшовши через власні життєві кризи. Чи зможуть вони подолати розчарування, почуття провини, бажання помсти? Чи будуть в змозі, незважаючи ні на що, вчинити правильно?

## У ролях
- Александр Берчек — Ранко
- Леон Лучев — Гаріс
- Небоїда Глоговач — Небойша
- Нікола Ракочевич — Богдан
- Хрістіна Попович — Нада
- Боріс Ісакович — Тодор
- Вук Костич — Марко[3]
- Ґено Лехнер — Андреа

## Нагороди
| Фестиваль                                             | Категорія                          | Примітки                           |
| ----------------------------------------------------- | ---------------------------------- | ---------------------------------- |
| СОФЕСТ 2013                                           | Найкращий фільм                    |                                    |
| СОФЕСТ 2013                                           | Найкращий монтаж                   | Марко Глушак                       |
| СОФЕСТ 2013                                           | Найкраща камера                    | Александр Ілич                     |
| СОФЕСТ 2013                                           | Найкраща фотографія                |                                    |
| СОФЕСТ 2013                                           | Нагорода публіки                   |                                    |
| Фестиваль кіно в Джеровані 2013                       | Найкращий фільм                    |                                    |
| Фестиваль Санденс 2013                                | Спеціальна нагорода журі           |                                    |
| Берлінський міжнародний кінофестиваль 2013            | Найкращий фільм в програмі Форуму  |                                    |
| Фестиваль у Фріулі 2013                               | Нагорода за найкращий фільм        |                                    |
| Фестиваль у Фріулі 2013                               | Нагорода за найкращу фотографію    |                                    |
| Міжнародний кінофестиваль в Барі                      | Найкращий фільм - нагорода публіки |                                    |
| Міжнародний кінофестиваль в Софії                     | Найкращий фільм - нагорода публіки |                                    |
| Пульський кінофестиваль 2013                          | Нагорода за найкращу режисуру      | Срджан Голубович                   |
| Пульський кінофестиваль 2013                          | Нагорода за найкращу чоловічу роль | Леон Лучев                         |
| Фестиваль у Вісбадені                                 | Нагорода за найкращу режисуру      | Срджан Голубович                   |
| Фестиваль сценаріїв фільму у Врнячці-Бані             | Нагорода за найкращий сценарій     | Сржан Колевич, Меліна Пота Колевич |
| Сараєвський кінофестиваль 2013                        | Найкращий фільм - нагорода публіки |                                    |
| Фестиваль місто фільмів                               | Нагорода за найкращий фільм        |                                    |
| Фестиваль місто фільмів                               | Нагорода за найкращу чоловічу роль | Небоїда Глоговач                   |
| Фестиваль режисерського кіно ЛІФФЕ у Лесковаці        | Гран-прі «Живожин Жіка Павлович»   | фільм                              |
| Брюссельський фестиваль середземноморського кіно 2013 | Велика нагорода публіки            | фільм                              |